# Hanji, Novi Sanjarî
Hanji (în ucraineană Ганжі) este un sat în comuna Kunțeve din raionul Novi Sanjarî, regiunea Poltava, Ucraina.

## Demografie
Componența lingvistică a localității Hanji
     Ucraineană (100%)
Conform recensământului din 2001, toată populația localității Hanji era vorbitoare de ucraineană (100%).